# Campeonato Asiático de Judo de 1995
El X Campeonato Asiático de Judo se celebró en Nueva Delhi (India) entre el 20 y el 23 de noviembre de 1995 bajo la organización de la Unión Asiática de Judo.
En total se disputaron dieciséis pruebas diferentes, ocho masculinas y ocho femeninas.

## Resultados

### Masculino
| Evento            | Oro                           | Plata                                  | Bronce                                                   |
| ----------------- | ----------------------------- | -------------------------------------- | -------------------------------------------------------- |
| –60 kg            | Kazuhiko Tokuno Japón         | Alisher Mujtarov Uzbekistán            | Narinder Singh India Kim Jong-Won Corea del Sur          |
| –65 kg            | Kim Dae-Ik Corea del Sur      | Najib Aga India                        | Zhang Guangjun China Pürevdorjiin Nyamljagva Mongolia    |
| –71 kg            | Kenzo Nakamura Japón          | Kwak Dae-Sung Corea del Sur            | Jaliuny Boldbaatar · Mongolia · Ajat Ajirov · Kazajistán |
| –78 kg            | Makoto Takimoto Japón         | Cho In-Chul Corea del Sur              | Vladimir Shmakov Uzbekistán Yuan Chao China              |
| –86 kg            | Jeon Ki-Young Corea del Sur   | Serguéi Alimzhanov · Kazajistán        | Masaru Tanabe Japón Armen Bagdasarov Uzbekistán          |
| –95 kg            | Serguéi Shakimov · Kazajistán | Takeshi Kozai Japón                    | Qiao Chunlin China Kim Jae-Sik Corea del Sur             |
| +95 kg            | Shinichi Shinohara Japón      | Dmitri Soloviov Uzbekistán             | Liu Shenggang China Saidajtam Rajimov Tayikistán         |
| Categoría abierta | Shinichi Shinohara Japón      | Badmaanyambuuguiin Bat-Erdene Mongolia | Nurullo Loikov Tayikistán Liu Shenggang China            |

### Femenino
| Evento            | Oro                          | Plata                           | Bronce                                                    |
| ----------------- | ---------------------------- | ------------------------------- | --------------------------------------------------------- |
| –48 kg            | Atsuko Nagai Japón           | Yu Shu-Chen China Taipéi        | Tang Lihong China Galina Atayeva Turkmenistán             |
| –52 kg            | Park Mi-Ja Corea del Sur     | Xian Dongmei China              | Atsuko Takeda Japón Sunith Thakur India                   |
| –56 kg            | Jung Sun-Yong Corea del Sur  | Chiyori Tateno Japón            | Huang Al-Chun China Taipéi Liu Chuang China               |
| –61 kg            | Jung Sung-Sook Corea del Sur | Liu Lizhe China                 | Yuko Emoto · Japón · Valentina Kamsulyeva · Kazajistán    |
| –66 kg            | Wu Mei-Ling China Taipéi     | Aiko Oishi Japón                | Wang Xianbo China Cho Min-Sun Corea del Sur               |
| –72 kg            | Yuriko Fukuba Japón          | Yevgeniya Bogunova · Kazajistán | Olesya Nazarenko Turkmenistán Chen Chiu-Ping China Taipéi |
| +72 kg            | Lee Hyun-Kyung Corea del Sur | Yukari Asada Japón              | Manchuk Daouletkereva · Kazajistán · Sun Yanyan · China   |
| Categoría abierta | Shon Hyun-Me Corea del Sur   | Nadajda Teltakova Turkmenistán  | Yuko Tonooka Japón Sun Yanyan China                       |

## Medallero
| Núm. | País          | Oro | Plata | Bronce | Total |
| ---- | ------------- | --- | ----- | ------ | ----- |
| 1    | Japón         | 7   | 4     | 4      | 15    |
| 2    | Corea del Sur | 7   | 2     | 3      | 12    |
| 3    | Kazajistán    | 1   | 2     | 3      | 6     |
| 4    | China Taipéi  | 1   | 1     | 2      | 4     |
| 5    | China         | 0   | 2     | 10     | 12    |
| 6    | Uzbekistán    | 0   | 2     | 2      | 4     |
| 7    | India         | 0   | 1     | 2      | 3     |
| 7    | Mongolia      | 0   | 1     | 2      | 3     |
| 7    | Turkmenistán  | 0   | 1     | 2      | 3     |
| 10   | Tayikistán    | 0   | 0     | 2      | 2     |
|      | TOTAL         | 16  | 16    | 32     | 64    |